# きゅるるんKissでジャンボ♪♪
きゅるるんKissでジャンボ♪♪（きゅるるんきっすでじゃんぼ）は、2004年2月6日に発売したゲーム、『カラフルハート 〜12コのきゅるるん♪〜』のオープニング&エンディングテーマである（作詞：KOTOKO、作曲・編曲：C.G mix、ボーカル：KOTOKO）。
前年発売されたゲーム『カラフルキッス 〜12コの胸キュン!〜』とその主題歌『さくらんぼキッス 〜爆発だも〜ん〜』のヒットを受け、戯画はカラフルシリーズとして『カラフルハート』の発売を2003年6月の段階で決定していた（ただし、これら2作の間に関連性はない）。そして同年12月に、戯画のオフィシャルサイトで主題歌とオープニングムービーが公開された。前作同様、「キュキュンキュンキュルルン」「ハイハイ」など、前作『さくらんぼキッス』の成功を受けてか、随所にコミカルな合いの手が散りばめられている。次作『カラフルウィッシュ 〜12コのマジ★キュン!〜』でも主題歌はKOTOKOである。
この曲の音源を入手するためにはゲーム本体の初回特典として同封されていたサウンドトラックCD、あるいはDUEL SAVIORの初回特典であったCD「戯画オープニングサントラ vol.2」しかなく、いずれも早い段階で完売となったため長らく入手困難な状態が続いたが、2007年6月にI'veが電波ソングを中心に集めたコンセプトアルバム『SHORT CIRCUIT II』を発売、この中に収録されたため現在は比較的入手しやすくなっている。また、DAMでカラオケ配信されるに至った。
また、2008年4月にカラフルキッス、カラフルハート、カラフルウィッシュの3作合同のサウンドトラックが販売され、こちらでも入手することが出来る。なお、このサウンドトラックにはさくらんぼキッス 〜爆発だも〜ん〜とI need magic 〜解けないマジ☆キュン♪〜の両曲も含まれる。
この曲を担当したKOTOKOは、メジャーな音楽シーンで活躍するようになった現在においても自身のライブでこの曲を歌う事が多い。2004年12月に行われたライブを収録したDVD『KOTOKO LIVE TOUR 2004 〜冬の雫が連れて来た君が聖者だ★Happy White X'mas★〜』、2006年12月の横浜アリーナでのライブを収録したDVD『Starlight Symphony -KOTOKO LIVE 2006 IN YOKOHAMA ARENA-』のいずれのDVDにもこの曲が収録されている。さらに、2010年1月に行われたライブ『"thank you" and "from now" KOTOKO LIVE IN BUDOKAN 2010『Pleasure×Pleasure=Pleasure!!!』』においても、『さくらんぼキッス 〜爆発だも〜ん〜』→本曲→『I need magic 〜解けないマジ☆キュン♪〜』の三曲がメドレー形式で演奏された。
なお、この曲は一時戯画のオフィシャルサイト・オープニングムービーで「きゅるんKissでジャンボ♪♪」や「きゅるるんKissでジャンボ♪」などと紹介されていたが、発売されたゲームや同封されたサウンドトラックCDには「きゅるるんKissでジャンボ♪♪」と記載され、戯画のオフィシャルサイト等も修正されていたため、「きゅるるんKissでジャンボ♪♪」が正しい曲名であることが明らかとなった。